# Kilburn, North Yorkshire
Kilburn är en ort i Storbritannien.   Den ligger i grevskapet North Yorkshire och riksdelen England, i den centrala delen av landet, 300 km norr om huvudstaden London. Kilburn ligger 96 meter över havet och antalet invånare är 180.
Terrängen runt Kilburn är platt åt sydväst, men åt nordost är den kuperad. Runt Kilburn är det ganska tätbefolkat, med 67 invånare per kvadratkilometer. Närmaste större samhälle är Thirsk, 9,0 km väster om Kilburn. Trakten runt Kilburn består till största delen av jordbruksmark.